# دزاودزي
دزاوودزي هي بلدية في إقليم مايوت الفرنسي الخارجي في المحيط الهندي. تقع بلدية دزاوودزي (التي تسمى أحيانًا دزاوودزي- لاباتوار)، المؤلفة من مدينتي دزاوودزي ولاباتوار التوأمتين على جزيرة بيتيت تير الصغيرة (أو بامانزي). كانت في السابق عاصمة مايوت ولكن تم نقل العاصمة في عام 1977 إلى مامودزو في جزيرة غراند تير (ماور)، جزيرة مايوت الرئيسية.

## جغرافية
تقع بلدة دزاوودزي على نتوء صخري كان في السابق جزيرة صغيرة منفصلة، وهو يرتبط الآن بجزيرة بامانزي ودزاوودزي.

## المناخ
تتميز دزاوودزي بمناخ استوائي رطب وجاف حسب تصنيف كوبن للمناخ. يمتد موسم الأمطار من ديسمبر إلى أبريل بينما يغطي موسم الجفاف الأشهر السبعة المتبقية. تعتبر البلدة أكثر برودة قليلاً خلال ذروة موسم الجفاف، حيث يبلغ متوسط درجات الحرارة حوالي 23 °م (73 °ف) درجة خلال فترة البرودة. متوسط درجات الحرارة 27 °م (81 °ف) خلال الفترة الأشد حرا. معدل هطول الأمطار يقترب من 1,000 مليمتر (39 بوصة) سنويا.

## التركيبة السكانية
عدد سكان البلدة هو 17،831 (حسب تعداد عام 2017)، يعيش معظمهم في بلدة لاباتوار.

### التطور الديموغرافي في دزاوودزي
| 1978  | 1985  | 1991  | 1997   | 2007    | 2012   | 2017   |
| ----- | ----- | ----- | ------ | ------- | ------ | ------ |
| 3,200 | 5,865 | 8,257 | 10,792 | 153,939 | 14,111 | 17,831 |

## وسائل النقل

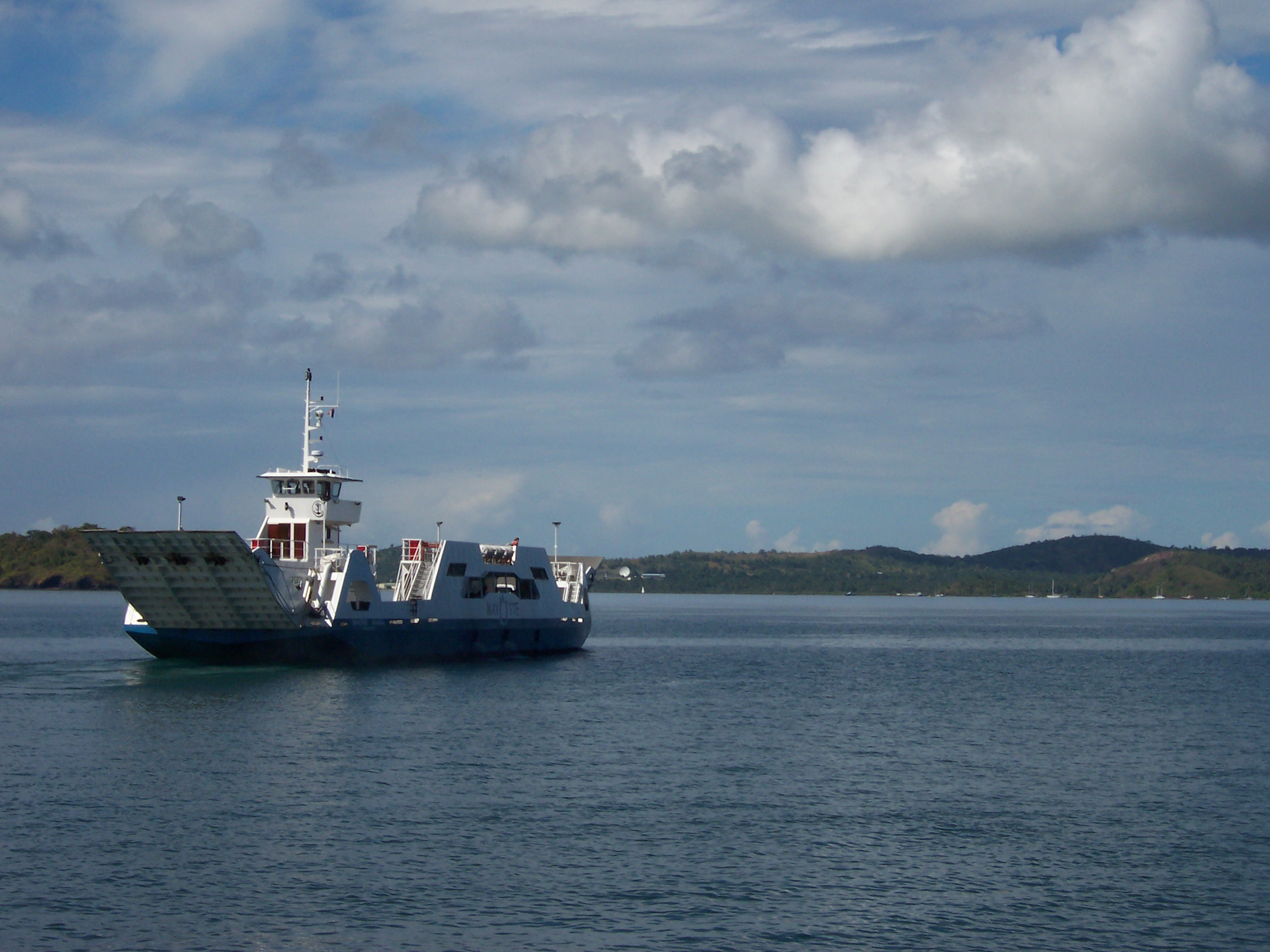
عبارة بين دزاوودزي ومامودزو

تعتمد المدينة في النقل على نظام العبّارات.

## وصلات خارجية
- المعهد الوطني للاحصاءات